# Władysław Szpilman
Wladyslaw Szpilman (n. 5 decembrie 1911, Sosnowiec, Polonia, Imperiul Rus (acum Sosnowiec, Slaskie, Polonia); d. 6 iulie 2000, Varșovia, Polonia) a fost un pianist evreu din Polonia.
Supraviețuitor al Holocaustului, viața sa a constituit subiect al filmului Pianistul din 2002.
După terminarea școlii a mers la Varșovia pentru a studia muzica (pian) la Școala de Muzică Chopin, unde îi este profesor Jozef Smidowicz, și mai târziu  profesorului Aleksander Michalowski. În 1931 pleacă la Berlin, la Academia de Muzică, unde îi este profesor Leonid Kreutzer și Arthur Schnabel (pian) și profesorul Franz Schereker (compoziție). În acest timp el a scris mai multe lucrări pentru pian și vioară. În anul 1935 Szpilman lucrează pentru "Polish Radio", unde, exceptând perioada războiului, a lucrat până în 1963. În 1946 a publicat cartea sa "Death of a City", unde și-a publicat memoriile din perioada 1939-1945. Din 1945, Szpilman a fost solist într-o formație și a avut concerte în Polonia, Europa și America. El și Bronislaw Gimpel au format un duet pentru pian, având un mare succes în anii 1932. Până în anul 1987 el a avut peste 2,500 concerte în toată lumea, cu excepția Australiei. În 1936 el și-a început, de asemenea, și cariera de compozitor de muzică, având peste 500 de melodii. În anul 1955 a primit premiul Uniunii Compozitorilor Polonezi.
De asemenea el a scris nenumărate piese orchestrale, muzică pentru teatru, muzică pentru copii, precum și muzică pentru film: "Wrzos" (1937), "Dr. Murek" ( 1939), "Pokoj Zwyciezy Swiat" (1950), "Call My Wife" (1957), și altele. În aprilie 1988 cartea lui, "Death of the City", este publicată de editura germană ECON Verlag, cu comentarii de la un celebru scriitor și poet german: Wolf Biermann. Wladyslaw Szpilman moare la 6 iulie 2000, la Varșovia, Polonia la vârsta de 88 de ani.

## Legături externe
Pianistul